# Менеск
Ме́неск (Мяне́ск, Ме́нский, Минч) — легендарный основатель города Минска. Легенда о Менеске была опубликована в XIX веке Павлом Шпилевским. Согласно этой легенде, Менеск был мельником, чародеем и богатырём — предводителем дружины.
Согласно записи П. Шпилевского, между Татарским концом и Переспенским мостком, у самого Виленского почтового пути, когда-то поселился знаменитый богатырь-знахарь по прозванию Менеск, или Менский, и построил он на реке Свислочи большую каменную мельницу в семь колес. Хотя никто самого Менеска не видел, в окрестных местностях свислочской земли слышны были самые невероятные рассказы о его силе. Говорят, что в его мельнице мука мололась не из ржи, а из камней, что ночью слышались какие-то странные крики, ауканье, песни, музыка и танцы, что в полночь ездил он на своей мельнице по селениям и набирал дружину из храбрых, смелых, сильных людей, которые позже образовали целый народ, а поселился он рядом с мельницей. Образовалось поселение, которое стало называться Менск, а позднее — Минск.
Большинство учёных (например, Э. Зайковский) считает, что первоначально Менск (раннее название Минска) возник на реке Менка, и, значит, название города является производной от этого гидронима. Соответственно, образ Менеска воспринимается как поздний этиологический миф, призванный объяснить название города. Сам Шпилевский, работавший в рамках донаучной парадигмы, допускал — по аналогии с Кием — существование местного князя, от имени которого и произошло название Минска. По мнению С. Санько, образ Менеска связан с культом камней.